# Shahada

Frase de la shahada escrito con caligrafía árabe artística.

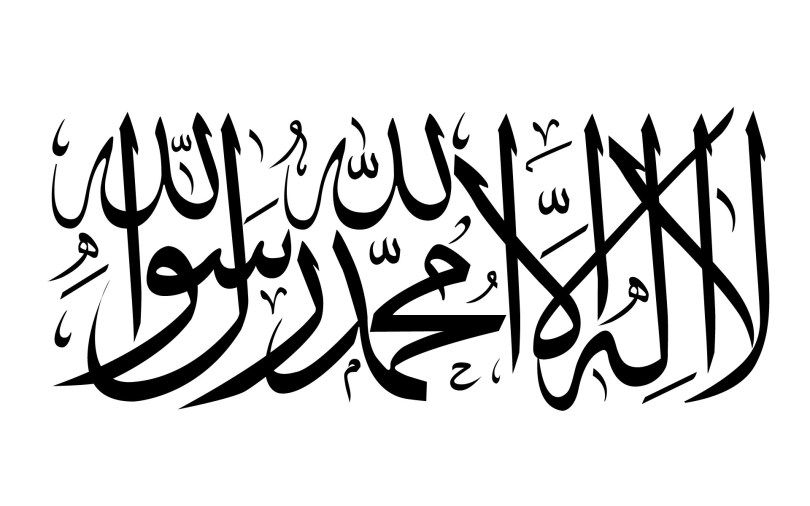
Inscripción estilizada de la shahada sobre un fondo blanco, actualmente es usada como bandera del Emirato Islámico de Afganistán.

La Shahada o profesión de fe del Islam (en árabe: ٱلشَّهَادَةُ‎, romanizado: aš-šahādah, lit. 'el testimonio'; pronunciación en árabe: /aʃ.ʃa.haː.dah/ⓘ) es la declaración de fe en un único Dios, de acuerdo con  el islam y las enseñanzas de Mahoma. Su recitación se considera uno de los cinco pilares del islam, según la concepción suní. Cuando se pronuncia sinceramente, en voz alta y ante los dos testigos requeridos por la tradición, quien la ha manifestado puede considerarse como musulmán.

## Texto
En árabe: لا إله إلا الله محمد رسول الله‎
Lā 'ilāha 'illā-llāhu Muhammadu rasūlu-llāh.
«No hay más dios que el Dios, Mahoma es el mensajero del Dios»
Esta es la traducción literal, aunque relativamente, pues téngase en cuenta que Alláh no significa textualmente «El Dios», sino por derivación, ya que 'Alláh' deriva de 'Al-iláh', que significa textualmente «El Dios».
«No hay más dios que Alá, y Mahoma es su profeta».
Esta es, quizá, la traducción más habitual, aunque es poco rigurosa (véase el artículo Alá, al respecto).
Algunos musulmanes chiíes añaden, al final de la shahāda:
`Alīyun wāliyu-llāh
«Ali es el representante de Dios»
No es obligatorio para los chiíes decirlo, aunque la mayor parte lo hacen, y está recomendado por la mayoría de los ayatolás imaníes.

## Importancia
Mediante esta fórmula, el musulmán proclama la unidad y la unicidad divinas. La unidad, porque declara que hay una única divinidad. La unicidad, porque declara que dicha divinidad es esencialmente una, es decir, que no tiene asociadas otras figuras divinas, lo cual entra en polémica con el cristianismo trinitario. La unidad divina marca la distancia respecto al politeísmo, mayoritario en la Arabia preislámica.
Esta afirmación acompaña a los musulmanes durante toda su vida. Se susurra al oído de los recién nacidos, y a los moribundos se les ayuda a pronunciarla. El dedo índice que apunta al cielo es el gesto que acompaña o incluso sustituye a la shahada.
La creencia sincera en la shahada basta para ser considerado musulmán. Su pronunciación ante testigos, tras una ablución, constituye todo el ritual necesario para convertirse al islam. Sin embargo, de acuerdo con la doctrina islámica, por sí sola no basta para conducir al creyente al Paraíso: para ello, es necesario el cumplimiento de las obligaciones de los otros cuatro pilares.

## Banderas incluyendo la shahada
La shahada se puede encontrar en unas banderas islámicas de los países de mayoría musulmana. En 1973, Arabia Saudita ha introducido su bandera moderna que tiene la shahada en blanco en un fondo verde. La bandera de Afganistán bajo el control del Talibán es blanca con la shahada, que está escrito en negro.

República Islámica de Afganistán.

Emirato Islámico de Afganistán.

Reino de Arabia Saudita.